# Cécile Dreesmann
Cecilia Antonia Maria Wilhelmina (Cécile) Dreesmann (Amsterdam, 13 april 1920 – Soest, 23 april 1994) was een Nederlands textielkunstenaar.

## Biografie
Cécile Dreesmann was lid van de familie Dreesmann en het vijfde kind
van Willem Dreesmann, commissaris van het Vroom & Dreesmann-concern. Zij groeide op in een groot en welvarend katholiek gezin, waar zij volgens eigen zeggen weinig warmte ontving.
Er was voor haar als vrouw geen plaats binnen het warenhuisconcern. Haar broers erfden de warenhuizen van hun vader.
Dreesmann kreeg 3 kinderen tijdens haar eerste huwelijk met Frits ten Bos. Na de scheiding werden de kinderen aan de vader toegewezen, die toen succesvol textielfabrikant was. Na het faillissement van de fabriek kwamen de kinderen weer bij haar wonen. Cécile hertrouwde hierna nog een aantal malen.
Dreesmann was enigszins het zwarte schaap van de familie. Haar boek Mandersens, over een warenhuisdynastie, was niet in het warenhuis te koop. Cécile Dreesmann woonde overwegend in Amsterdam, waar zij een atelier had in de Anna van den Vondelstraat. en in Laren, maar had ook een appartement in New York. Aan het eind van haar leven woonde zij in Soest.
Cécile was een liefhebber van hogeschool paardrijden en kreeg daarvoor les van Otto Schuman. Door een ongelukkige val bij het skiën kwam aan haar ambitie op dit punt een einde.

## Opleiding
De eerste lessen in borduren kreeg Dreesmann van de huisnaaister, juffrouw Haver. Zij ging eerst naar het gymnasium, maar stapte op advies van haar vader over naar de HBS. Toen haar vader vervolgens adviseerde een stenotypiste opleiding bij Schoevers te volgen ontplofte zij bijna, want zij ambieerde een leidende functie in de zaak. Vervolgens werd zij door haar ouders gestuurd naar het deftige pensionaat Sacré Coeur in Parijs, om tot gehoorzame vrouw te worden teruggebracht. Al snel vertrok zij daar. Daarna werd zij naar Engeland gestuurd en woonde zij bij dames van goeden huize. Na een paar maanden ging zij een opleiding volgen bij de Royal School of Needlework in Londen die zij niet voltooide vanwege het uitbreken van de Tweede Wereldoorlog. Verder is ze ook nog opgeleid bij het Institut für Edelsteinforschung Idar-Oberstein. Bovendien nam zij les in kantmaken bij mw. Van der Meulen-Nulle., maar Dreesmann interesseerde zich meer voor de naaldkunst.

## Werk
In haar borduurwerk verwerkte Dreesmann onder andere edelstenen, goud en andere waardevolle materialen. Zij werkte graag op zijde. Naast het borduren zelf gaf Dreesmann les, schreef zij diverse boeken over borduurkunst en een boek over merklappen. Zij verscheen ook op radio en televisie in Nederland en Engeland, o.a. in het tv-programma De Stoel. Artikelen van haar hand verschenen in het Engelse blad Embroidery.
Tijdens haar leven exposeerde zij op diverse locaties haar werk, onder andere in de Verenigde Staten.

## Varia
Fotograaf Paul Huf maakte een portret van haar, dat is opgenomen in het Archief Amsterdam.